# Musikjahr 2007
Liste der Musikjahre

◄◄ | ◄ | 2003 | 2004 | 2005 | 2006 | Musikjahr 2007 | 2008 | 2009 | 2010 | 2011 | ► | ►►

Weitere Ereignisse
Dieser Artikel behandelt das Musikjahr 2007.

## Ereignisse

### Populäre Musik und Jazz
- 12. Januar: Die Musiker Toshiko Akiyoshi, Curtis Fuller, Ramsey Lewis, Jimmy Scott, Frank Wess und Phil Woods werden in New York mit der NEA Jazz Masters Fellowship geehrt.
- 25. März: Die deutsche Rockband Tokio Hotel wird mit dem Echo für das beste Musikvideo ausgezeichnet.
- 07. Juli: In insgesamt neun Metropolen der Erde findet das bisher größte Konzertereignis aller Zeiten unter dem Namen Live Earth statt, mit dem der ehemalige US-Vizepräsident und jetzige Umweltaktivist Al Gore zum Klimaschutz aufrufen will. In den neun Großstädten spielen insgesamt 150 Künstler über 24 Stunden lang Musik.
- 14. Juli: Zum Abschlusskonzert von Genesis anlässlich ihrer Turn It On Again-Tournee kommen in Rom bei freiem Eintritt etwa 500.000 Fans in den Circus Maximus.
- 29. November: Der britische Multiinstrumentalist Fred Frith nimmt als Kurator des SWR New Jazz Meetings mit sechs von ihm eingeladenen Musikern das Album Clearing Customs auf.
- In Hamburg wird erstmals der Hamburger Jazzpreis verliehen.

### Klassische Musik und Musiktheater
- 15. November: Die deutsche Premiere des Musicals Wicked – Die Hexen von Oz findet im Palladium-Theater des SI-Centrums in Stuttgart statt.
- Das Summa Cum Laude Festival, ein internationales Jugendmusikfestival für Chöre, Bands und Orchester, findet erstmals in Wien statt.

## Musikcharts

### Deutschland
| Singles                                               | Position | Alben                                                      |
| ----------------------------------------------------- | -------- | ---------------------------------------------------------- |
|                                                       |          |                                                            |
| Ein Stern (… der deinen Namen trägt) DJ Ötzi & Nik P. | 1        | Loose Nelly Furtado                                        |
| All Good Things (Come to an End) Nelly Furtado        | 2        | 12 Herbert Grönemeyer                                      |
| Say It Right Nelly Furtado                            | 3        | Minutes to Midnight Linkin Park                            |
| Summer Wine Ville Valo & Natalia Avelon               | 4        | Männer sind primitiv, aber glücklich! [CD/DVD] Mario Barth |
| Umbrella Rihanna feat. Jay-Z                          | 5        | Not Too Late Norah Jones                                   |
| Vom selben Stern Ich + Ich                            | 6        | Männersachen Roger Cicero                                  |
| Now or Never Mark Medlock                             | 7        | I’m Not Dead P!nk                                          |
| You Can Get It Mark Medlock & Dieter Bohlen           | 8        | Das große Leben Rosenstolz                                 |
| Shame Monrose                                         | 9        | Fornika Die Fantastischen Vier                             |
| Hamma! Culcha Candela                                 | 10       | FutureSex/LoveSounds Justin Timberlake                     |

Die längsten Nummer-eins-Singles
Lieder, die die meiste Zeit während eines anderen Jahres auf Platz 1 der Charts verbrachten, werden hier nicht aufgeführt.
1. DJ Ötzi & Nik P. – Ein Stern (… der deinen Namen trägt) (11 Wochen)
2. Culcha Candela – Hamma; Timbaland presents OneRepublic – Apologize (jeweils 6 Wochen)
3. Nelly Furtado – All Good Things (Come to an End); Rihanna feat. Jay-Z – Umbrella (jeweils 5 Wochen)

Die längsten Nummer-eins-Alben
Alben, die die meiste Zeit während eines anderen Jahres auf Platz 1 der Charts verbrachten, werden hier nicht aufgeführt.
1. Nelly Furtado – Loose (8 Wochen)
2. Die Ärzte – Jazz ist anders (7 Wochen)
3. Herbert Grönemeyer – 12 (5 Wochen)

Alle Nummer-eins-Hits und die Hits des Jahres

### Österreich
| Singles                                               | Position | Alben                                    |
| ----------------------------------------------------- | -------- | ---------------------------------------- |
|                                                       |          |                                          |
| Ein Stern (… der deinen Namen trägt) DJ Ötzi & Nik P. | 1        | Hoch wie nie Falco                       |
| Umbrella Rihanna feat. Jay-Z                          | 2        | Kiddy Contest Vol. 13 Kiddy Contest Kids |
| Dear Mr. President P!nk & Indigo Girls                | 3        | Loose Nelly Furtado                      |
| Genie auf die Ski Fritz & the Downhill Gang           | 4        | 12 Herbert Grönemeyer                    |
| All Good Things (Come to an End) Nelly Furtado        | 5        | Minutes to Midnight Linkin Park          |
| Say It Right Nelly Furtado                            | 6        | Die großen Erfolge Die Amigos            |
| Grace Kelly Mika                                      | 7        | Sternstunden DJ Ötzi                     |
| Summer Wine Ville Valo & Natalia Avelon               | 8        | Kiddy Contest Vol. 12 Kiddy Contest Kids |
| Hot Summer Monrose                                    | 9        | Temptation Monrose                       |
| Boten Anna Basshunter                                 | 10       | I’m Not Dead P!nk                        |

Die längsten Nummer-eins-Singles
Lieder, die die meiste Zeit während eines anderen Jahres auf Platz 1 der Charts verbrachten, werden hier nicht aufgeführt.
1. DJ Ötzi & Nik P. – Ein Stern (… der deinen Namen trägt) (13 Wochen)
2. Nelly Furtado – All Good Things (Come to an End); Rihanna – Don’t Stop the Music; Timbaland presents OneRepublic – Apologize (jeweils 5 Wochen)
3. Rihanna feat. Jay-Z – Umbrella; Monrose – Hot Summer; Fergie – Big Girls Don’t Cry; James Blunt – 1973 (jeweils 4 Wochen)

Die längsten Nummer-eins-Alben
Alben, die die meiste Zeit während eines anderen Jahres auf Platz 1 der Charts verbrachten, werden hier nicht aufgeführt.
1. Kiddy Contest Kids – Kiddy Contest Vol. 13 (9 Wochen)
2. Kiddy Contest Kids – Kiddy Contest Vol. 12 (7 Wochen)
3. Falco – Hoch wie nie; Herbert Grönemeyer – 12; Avril Lavigne – The Best Damn Thing; Linkin Park – Minutes to Midnight; Die Seer – 1 Tåg (jeweils 4 Wochen)

Alle Nummer-eins-Hits und die Hits des Jahres

### Schweiz
| Singles                                               | Position | Alben                           |
| ----------------------------------------------------- | -------- | ------------------------------- |
|                                                       |          |                                 |
| Ein Stern (… der deinen Namen trägt) DJ Ötzi & Nik P. | 1        | Loose Nelly Furtado             |
| Umbrella Rihanna feat. Jay-Z                          | 2        | All the Lost Souls James Blunt  |
| Say It Right Nelly Furtado                            | 3        | Back to Black Amy Winehouse     |
| All Good Things (Come to an End) Nelly Furtado        | 4        | Life in Cartoon Motion Mika     |
| Relax (Take It Easy) Mika                             | 5        | Minutes to Midnight Linkin Park |
| Summer Wine Ville Valo & Natalia Avelon               | 6        | Not Too Late Norah Jones        |
| 1973 James Blunt                                      | 7        | Renaissance Stress              |
| Dear Mr. President P!nk & Indigo Girls                | 8        | Good Girl Gone Bad Rihanna      |
| Grace Kelly Mika                                      | 9        | Pictures Katie Melua            |
| Don’t Stop the Music Rihanna                          | 10       | e² Eros Ramazzotti              |

Die längsten Nummer-eins-Singles
Lieder, die die meiste Zeit während eines anderen Jahres auf Platz 1 der Charts verbrachten, werden hier nicht aufgeführt.
1. Nelly Furtado – All Good Things (Come to an End) (11 Wochen)
2. Rihanna feat. Jay-Z – Umbrella (9 Wochen)
3. James Blunt – 1973 (8 Wochen)

Die längsten Nummer-eins-Alben
Alben, die die meiste Zeit während eines anderen Jahres auf Platz 1 der Charts verbrachten, werden hier nicht aufgeführt.
1. Bon Jovi – Lost Highway (5 Wochen)
2. Nelly Furtado – Loose; Norah Jones – Not Too Late; Herbert Grönemeyer – 12; Jennifer Lopez – Como ama una mujer; Linkin Park – Minutes to Midnight; James Blunt – All the Lost Souls (jeweils 3 Wochen)

Alle weiteren Alben waren entweder eine oder zwei Wochen auf Platz 1 gelistet.
Alle Nummer-eins-Hits und die Hits des Jahres

### Vereinigtes Königreich
| Singles                                                              | Position | Alben                                    |
| -------------------------------------------------------------------- | -------- | ---------------------------------------- |
|                                                                      |          |                                          |
| Bleeding Love Leona Lewis                                            | 1        | Back to Black Amy Winehouse              |
| Umbrella Rihanna feat. Jay-Z                                         | 2        | Spirit Leona Lewis                       |
| Grace Kelly Mika                                                     | 3        | Life in Cartoon Motion Mika              |
| When You Believe Leon Jackson                                        | 4        | Beautiful World Take That                |
| Rule the World Take That                                             | 5        | Back Home Westlife                       |
| About You Now Sugababes                                              | 6        | Long Road out of Eden Eagles             |
| The Way I Are Timbaland feat. Keri Hilson & D.O.E.                   | 7        | Yours Truly Angry Mob Kaiser Chiefs      |
| (I’m Gonna Be) 500 Miles The Proclaimers, Brian Potter & Andy Pipkin | 8        | Favourite Worst Nightmare Arctic Monkeys |
| Valerie Mark Ronson feat. Amy Winehouse                              | 9        | Shock Value Timbaland                    |
| Ruby Kaiser Chiefs                                                   | 10       | Good Girl Gone Bad Rihanna               |

Die längsten Nummer-eins-Singles
Lieder, die die meiste Zeit während eines anderen Jahres auf Platz 1 der Charts verbrachten, werden hier nicht aufgeführt.
1. Rihanna feat. Jay-Z – Umbrella (10 Wochen)
2. Leona Lewis – Bleeding Love (7 Wochen)
3. Mika – Grace Kelly (5 Wochen)

Die längsten Nummer-eins-Alben
Alben, die die meiste Zeit während eines anderen Jahres auf Platz 1 der Charts verbrachten, werden hier nicht aufgeführt.
1. Amy Winehouse – Back to Black; Leona Lewis – Spirit (jeweils 6 Wochen)
2. Take That – Beautiful World (4 Wochen)
3. Arctic Monkeys – Favourite Worst Nightmare; Paul Potts – One Chance (jeweils 3 Wochen)

Alle Nummer-eins-Hits und die Hits des Jahres

### Vereinigte Staaten
| Singles                                               | Position | Alben                                           |
| ----------------------------------------------------- | -------- | ----------------------------------------------- |
|                                                       |          |                                                 |
| Irreplaceable Beyoncé                                 | 1        | Daughtry                                        |
| Umbrella Rihanna feat. Jay-Z                          | 2        | Konvicted Akon                                  |
| The Sweet Escape Gwen Stefani featuring Akon          | 3        | The Dutchess Fergie                             |
| Big Girls Don’t Cry Fergie                            | 4        | Hannah Montana Original Soundtrack Album        |
| Buy U a Drank (Shawty Snappin’) T-Pain feat. Yung Joc | 5        | Some Hearts Carrie Underwood                    |
| Before He Cheats Carrie Underwood                     | 6        | All the Right Reasons Nickelback                |
| Hey There Delilah Plain White T’s                     | 7        | FutureSex/LoveSounds Justin Timberlake          |
| I Wanna Love You Akon feat. Snoop Dogg                | 8        | High School Musical 2 Original Soundtrack Album |
| Say It Right Nelly Furtado                            | 9        | Now 23 Various Artists                          |
| Glamorous Fergie feat. Ludacris                       | 10       | Minutes to Midnight Linkin Park                 |

Die längsten Nummer-eins-Singles
Lieder, die die meiste Zeit während eines anderen Jahres auf Platz 1 der Charts verbrachten, werden hier nicht aufgeführt.
1. Beyoncé – Irreplaceable (8 Wochen)
2. Rihanna feat. Jay-Z – Umbrella; Soulja Boy – Crank That (Soulja Boy) (jeweils 7 Wochen)
3. Alicia Keys – No One (5 Wochen)

Die längsten Nummer-eins-Alben
Alben, die die meiste Zeit während eines anderen Jahres auf Platz 1 der Charts verbrachten, werden hier nicht aufgeführt.
1. Original Soundtrack – High School Musical 2 (4 Wochen)
2. Josh Groban – Noël; Norah Jones – Not Too Late (jeweils 3 Wochen)

Alle weiteren Alben waren entweder eine oder zwei Wochen auf Platz 1 gelistet.
Alle Nummer-eins-Hits und die Hits des Jahres

### Charts in weiteren Ländern
Siehe auch: Nummer-eins-Hits 2007 in  Australien, Belgien, Dänemark, Deutschland, Finnland, Frankreich, Irland, Italien, Japan, Kanada, Kroatien, Mexiko, Neuseeland, den Niederlanden, Norwegen, Österreich, Polen, Portugal, Rumänien, Schweden, der Schweiz, Slowakei, Spanien, Südkorea, Tschechien, Ungarn, den Vereinigten Staaten und im Vereinigten Königreich.

## Musikpreise und Ehrungen
Im Jahr 2007 wurden bedeutende Musikpreise verliehen, darunter:
- Grammy Awards 2007 – Dixie Chicks, Justin Timberlake, John Mayer u. a.
- MTV Video Music Awards 2007 – Rihanna, Justin Timberlake, Beyoncé u. a.

### Musikwettbewerbe und Castingshows
Eurovision Song Contest
1. Marija Šerifović: Molitva
2. Verka Serduchka: Dancing Lasha Tumbai
3. Serebro: Song # 1
4. Kenan Doğulu: Shake It Up şekerim
5. Eliza Todorowa & Stojan Jankulow: Water

## Musikfestivals und -tourneen
Wichtige Konzerte und Tourneen fanden im Jahr 2007 statt, darunter Auftritte von:
- Beyoncé – The Beyoncé Experience
- Genesis – Turn It On Again: The Tour
- Justin Timberlake – FutureSex/LoveShow
- Madonna – Confessions Tour
- Prince – 21 Nights in London: The Earth Tour
- The Police – The Police Reunion Tour

## Erstveranstaltungen
- JazzArtFestival – jährlich im Frühjahr stattfindendes Jazzfestival in Schwäbisch Hall

## Gründungen und Auflösungen

### Gründungen
- Akalotz – deutsche EBM-/Electro-Band aus Kaiserslautern
- Coffin Break – Hardcore-Punk-Band aus Seattle, Washington (Revival)
- Deluxe – französische Elektropop-Band aus Aix-en-Provence
- Die Blumen – deutsche Band aus Hannover
- Nachtmahr – österreichische Band
- Halls of Oblivion – deutsche Melodic-Death-Metal-Band
- Happy Ol’ McWeasel – slowenische Punkrockband aus Maribor
- Heaven Below – US-amerikanische Hard-Rock-Band aus Los Angeles
- Irenek Khan – russisch-chakassische Folk-Rock-Band aus Sibirien
- Katharos XIII – rumänische Band
- Konservatorium Sunrise Studios – österreichisches Konservatorium mit Öffentlichkeitsrecht in Wien
- Madrigal – türkische Alternative-Rock-Band
- Moke – niederländische Band aus Amsterdam
- Nordwand – deutsche Satire-Punk- und Oi!-Band aus Berlin-Marzahn
- Tango With Lions – griechisch-deutsches Bandprojekt
- The Attention! – österreichische Beat- und Rhythm-&-Blues-Band aus Wien
- Whiskey Myers – US-amerikanische Southern-Rock/Country-Rock-Band aus Palestine

### Auflösungen
- Consul Crayfish and the Blackouts – deutsche Bluesrock-Band aus Hameln

## Trends und Entwicklungen

### Digitalisierung und Musikindustrie
Das Jahr 2007 markierte eine zunehmende Digitalisierung der Musikindustrie, wobei digitale Downloads und Streaming-Dienste an Popularität gewannen, während physische Albumverkäufe rückläufig waren.

### Genres und Stilrichtungen
Im Jahr 2007 erlebten bestimmte Genres und Stilrichtungen einen Aufschwung, darunter:
- Pop-Rock – Mit Künstlern wie Avril Lavigne und Maroon 5
- R&B und Hip-Hop – Mit Künstlern wie Akon und Timbaland
- Indie-Musik – Mit Bands wie Arctic Monkeys und The Shins

### Internationale Zusammenarbeit und Einflüsse
Musikalische Zusammenarbeit und kultureller Austausch zwischen verschiedenen Ländern prägten das Musikjahr 2007. Besonders auffällig waren:
- Britische Invasion – Bands wie Arctic Monkeys und Muse eroberten die internationalen Charts.
- Lateinamerikanische Einflüsse – Künstler wie Shakira und Juanes gewannen weltweit an Popularität.

### Bekannte Künstler und Bands
Im Jahr 2007 waren einige Künstler und Bands besonders präsent und erfolgreich, darunter:
- Kanye West – Mit Graduation
- Amy Winehouse – Mit Back to Black
- Rihanna – Mit Good Girl Gone Bad
- Foo Fighters – Mit Echoes, Silence, Patience & Grace
- Linkin Park – Mit Minutes to Midnight

### Musikalische Einflüsse und gesellschaftliche Bedeutung

#### Politische und soziale Themen
Musik im Jahr 2007 reflektierte auch politische und soziale Themen, insbesondere durch kritische Texte zu Krieg und sozialen Ungerechtigkeiten.

#### Kulturelle Phänomene
Bestimmte Songs und Alben von 2007 entwickelten sich zu kulturellen Phänomenen, die über die Musik hinaus Einfluss auf Mode, Popkultur und den allgemeinen Zeitgeist hatten.

## Neuveröffentlichungen (Auswahl)

### Lieder und Kompositionen
| Lied                      | Text                                                                            | Musik                                                                           | Erstinterpret                                   | Label                                                      | Veröffentlichung   | Genre                                          | Album                                                               | Weitere Informationen |
| ------------------------- | ------------------------------------------------------------------------------- | ------------------------------------------------------------------------------- | ----------------------------------------------- | ---------------------------------------------------------- | ------------------ | ---------------------------------------------- | ------------------------------------------------------------------- | --------------------- |
| 36 Grad                   | Inga Humpe, Peter Plate, Ulf Leo Sommer, Tommi Eckart                           | Inga Humpe, Peter Plate, Ulf Leo Sommer, Tommi Eckart                           | 2raumwohnung                                    | EMI Records                                                | 1. Juni 2007       | Pop                                            | 36 Grad                                                             |                       |
| Amazing                   | Sealhenry Samuel                                                                | Sealhenry Samuel                                                                | Seal                                            | Warner Music                                               | 2. November 2007   | Dance-Pop                                      | System                                                              |                       |
| Ayo Technology            | Curtis Jackson, Justin Timberlake, Timothy Mosley, Nate Hills                   | Curtis Jackson, Justin Timberlake, Timothy Mosley, Nate Hills                   | 50 Cent feat. Justin Timberlake & Timbaland     | Shady Records, Aftermath Entertainment, Interscope Records | 31. August 2007    | Hip-Hop, Dirty Rap, Pop-Rap                    | Curtis                                                              |                       |
| Bubbly                    | Colbie Caillat, Jason Reeves                                                    | Colbie Caillat, Jason Reeves                                                    | Colbie Caillat                                  | Universal Republic                                         | 14. September 2007 | Pop                                            | Coco                                                                |                       |
| Dance Tonight             | Paul McCartney                                                                  | Paul McCartney                                                                  | Paul McCartney                                  | Hear Music / Concord Music Group / Universal Music Group   | 18. Juni 2007      | Pop                                            | Memory Almost Full                                                  |                       |
| Einfach sein              | Michael Beck, Thomas Burchia, Thomas Dürr, Andreas Rieke, Michael Schmidt       | Michael Beck, Thomas Burchia, Thomas Dürr, Andreas Rieke, Michael Schmidt       | Die Fantastischen Vier feat. Herbert Grönemeyer | Columbia Records                                           | 6. April 2007      | Deutscher Hip-Hop                              | Fornika                                                             |                       |
| Ever Present Past         | Paul McCartney                                                                  | Paul McCartney                                                                  | Paul McCartney                                  | Hear Music / Concord Music Group / Universal Music Group   | 5. November 2007   | Pop                                            | Memory Almost Full                                                  |                       |
| Ferryman                  | Peer Lebrecht                                                                   | Golden Apes                                                                     | Golden Apes                                     | Shadowplay Release                                         | März 2007          | Dark Rock                                      | The Geometry of Tempest                                             |                       |
| Grace Kelly               | Jodi Marr, John Merchant, Mika Penniman, Dan Warner                             | Jodi Marr, John Merchant, Mika Penniman, Dan Warner                             | Mika                                            | Casablanca Records                                         | 16. Januar 2007    | Pop                                            | Life in Cartoon Motion                                              |                       |
| Goodbye Mr A              | Irwin Sparkes, Alan Sharland & Martin Skarendahl                                | Irwin Sparkes, Alan Sharland & Martin Skarendahl                                | The Hoosiers                                    | RCA Records                                                | 8. Oktober 2007    | Alternative Rock, Pop-Rock                     | The Trick to Life                                                   |                       |
| Leave Out All the Rest    | Linkin Park                                                                     | Linkin Park                                                                     | Linkin Park                                     | Warner Brothers Records                                    | 11. Mai 2007       | Alternative Rock, Synth Rock                   | Minutes to Midnight / Twilight – Biss zum Morgengrauen (Soundtrack) |                       |
| Lied 1 – Stück vom Himmel | Herbert Grönemeyer                                                              | Herbert Grönemeyer                                                              | Herbert Grönemeyer                              | Grönland Records                                           | 2. Februar 2007    | Pop                                            | 12                                                                  |                       |
| New Soul                  | Yael Naim                                                                       | Yael Naim                                                                       | Yael Naim                                       | Tôt Ou Tard Records                                        | 23. November 2007  | Pop                                            | Yael Naim                                                           |                       |
| Now or Never              | Dieter Bohlen                                                                   | Dieter Bohlen                                                                   | Mark Medlock                                    | Universal Music Group                                      | 11. Mai 2007       | Pop                                            | Mr. Lonely                                                          |                       |
| Rule the World            | Gary Barlow, Howard Donald, Jason Orange, Mark Owen                             | Gary Barlow, Howard Donald, Jason Orange, Mark Owen                             | Take That                                       | Polydor                                                    | 22. Oktober 2007   | Pop, Softrock                                  | Beautiful World (Tour Edition)                                      |                       |
| Soulmate                  | Natasha Bedingfield, Mads Hauge, David Tench                                    | Natasha Bedingfield, Mads Hauge, David Tench                                    | Natasha Bedingfield                             | RCA Records                                                | 27. April 2007     | Pop                                            | N.B.                                                                |                       |
| The End of the End        | Paul McCartney                                                                  | Paul McCartney                                                                  | Paul McCartney                                  | Universal Music Group; Hear Music                          | 4. Juni 2007       | Ballade                                        | Memory Almost Full                                                  |                       |
| Whole Thing               | Alex Faku, Tim Finn, Peter Gabriel, Geoffrey Oryema, Karl Wallinger, Andy White | Alex Faku, Tim Finn, Peter Gabriel, Geoffrey Oryema, Karl Wallinger, Andy White | Big Blue Ball                                   | Real World Records, Virgin Records, Geffen Records         | 3. Dezember 2007   | Artrock, Popmusik, Progressive Rock, Worldbeat | Long Way Down (O.S.T.), Big Blue Ball                               |                       |
| You Can Get It            | Dieter Bohlen                                                                   | Dieter Bohlen                                                                   | Mark Medlock feat. Dieter Bohlen                | Universal Music Group                                      | 29. Juni 2007      | Pop                                            | Mr. Lonely                                                          |                       |

### Alben
| Album                                                            | Interpret                                                 | Label                         | Veröffentlichung   | Genre                               | Weitere Informationen                                                                                            |
| ---------------------------------------------------------------- | --------------------------------------------------------- | ----------------------------- | ------------------ | ----------------------------------- | --- |
| Abril                                                            | Cristina Branco                                           | Columbia/Sony Portugal        | 2007               | Fado, Folk, Jazz, Weltmusik         | |
| Afternoon in Paris                                               | Anthony Ortega                                            | HatHut Records                | 2. April 2007      | Jazz                                | Dabei ein historischer Titel aus 1966                                                                            |
| American Gangster                                                | Jay-Z                                                     | Roc-A-Fella, Def Jam          | 6. November 2007   | Eastcoast-Hip-Hop, Gangsta-Rap      | |
| Avenged Sevenfold                                                | Avenged Sevenfold                                         | Warner Bros                   | 30. Oktober 2007   | Heavy Metal, Hard Rock              | |
| Black Rain                                                       | Ozzy Osbourne                                             | Epic Records                  | 22. Mai 2007       | Heavy Metal                         | |
| Das optimale Leben                                               | Annett Louisan                                            | 105music                      | 31. August 2007    | Chanson, Pop                        | |
| Dead Again                                                       | Type O Negative                                           | Alternative Metal, Doom Metal | 13. März 2007      | Alternative Metal, Doom Metal       | |
| Echoes, Silence, Patience & Grace                                | Foo Fighters                                              | RCA                           | 25. September 2007 | Alternative Rock                    | |
| Florida                                                          | Paul Bley und Kresten Osgood                              | ILK Music                     | 25. März 2007      | Jazz                                | |
| For Those Who Have Heart                                         | A Day to Remember                                         | Victory Records               | 22. Januar 2007    | Metalcore, Pop-Punk                 | |
| Frohe Weihnachten mit Tabaluga, Peter Maffay und seinen Freunden | Peter Maffay                                              | Ariola                        | 2. November 2007   | Pop-Rock                            | |
| Fundamental Destiny                                              | Art Ensemble of Chicago mit Don Pullen                    | AECO Records                  | 2007               | Jazz                                | |
| Furious Rubato                                                   | Hal Galper mit Jeff Johnson und John Bishop               | Origin Records                | 20. März 2007      | Jazz                                | |
| Good Girl Gone Bad                                               | Rihanna                                                   | Def Jam, SRP                  | 30. Mai 2007       | Dance-Pop, R&B                      | |
| Graduation                                                       | Kanye West                                                | Def Jam (Roc-A-Fella Records) | 11. September 2007 | Electro Hop, Alternative Hip-Hop    | |
| In Rainbows                                                      | Radiohead                                                 | XL Recordings                 | 10. Oktober 2007   | Art Rock, Alternative Rock          | |
| In Search of the Fourth Chord                                    | Status Quo                                                | Fourth Chord Records          | 29. Juli 2007      | Rock                                | |
| La Bum                                                           | Sportfreunde Stiller                                      | Vertigo Records, Universal    | 3. August 2007     | Alternative, Indie-Pop              | |
| Leben und Lebenswille                                            | Bergthron                                                 | Perverted Taste               | 10. Februar 2007   | Pagan Metal, Black Metal            | |
| Minutes to Midnight                                              | Linkin Park                                               | Warner Brothers Records       | 11. Mai 2007       | Alternative Rock, Alternative Metal | |
| Obliquity                                                        | Steve Noble, John Edwards und Alan Wilkinson              | Bo’Weavil Recordings          | 7. Mai 2007        | Jazz, Neue Improvisationsmusik      | |
| Planet Earth                                                     | Prince                                                    | Columbia Records, NPG Records | 15. Juli 2007      | Contemporary R&B, Funk, Pop, Rock   | |
| Real Aberration                                                  | Herb Robertson NY Downtown Allstars                       | Clean Feed Records            | 2007               | Jazz                                | |
| Rise of the Tyrant                                               | Arch Enemy                                                | Century Media                 | 24. September 2007 | Melodic Death Metal                 | |
| River: The Joni Letters                                          | Herbie Hancock                                            | Verve Records                 | 25. September 2007 | Jazz                                | mit den Gastsängern Joni Mitchell, Leonard Cohen, Tina Turner, Norah Jones, Corinne Bailey Rae und Luciana Souza |
| Rock the Rebel / Metal the Devil                                 | Volbeat                                                   | Mascot Records                | 23. Februar 2007   | Metal                               | |
| Solo in Mondsee                                                  | Paul Bley                                                 | ECM Records                   | 15. Juni 2007      | Jazz                                | |
| Surface (for Alto, Baritone and Strings)                         | Rodrigo Amado, Carlos Zingaro, Tomas Ulrich & Ken Filiano | European Echoes               | 2007               | Neue Improvisationsmusik            | |
| That/Not                                                         | Tyshawn Sorey                                             | Firehouse 12 Records          | 20. November 2007  | Jazz, Neue Improvisationsmusik      | |
| The Amazing Dr. Clitterhouse                                     | Michael Thieke, Michael Griener und Christian Weber       | Ayler Records                 | 2007               | Jazz                                | |
| The Confessions Tour                                             | Madonna                                                   | Warner Brothers               | 26. Januar 2007    | Pop                                 | Livealbum |
| The Final Sign of Evil                                           | Sodom                                                     | Steamhammer/SPV               | 28. September 2007 | Thrash Metal                        | |
| Unia                                                             | Sonata Arctica                                            | Nuclear Blast                 | 23. Mai 2007       | Power Metal                         | |
| Vanitas Recordings                                               | Broilers                                                  | People Like You Records/SPV   | 20. Juli 2007      | Punkrock, Ska-Punk, Oi!-Punk        | |
| Wolfszeit                                                        | Varg                                                      | Heidenklangwerke              | 30. März 2007      | Pagan Metal                         | |

## Geboren

### Januar bis Juni
- 10. Januar: Maléna, armenische Sängerin
- 18. April: Emily Galaviz, venezolanische Sängerin der Llanera-Musik

### Juli bis Dezember
- 10. Juli: Viki Gabor, polnische Sängerin

### Genaues Geburtsdatum unbekannt
- Benno!, deutscher Rapper
- Ghina Bou Hamdan, syrische Sängerin

## Gestorben

### Januar
- 01. Januar: Hank Häberle, deutscher Country-Musiker (* 1957)
- 01. Januar: Julius Hegyi, US-amerikanischer Dirigent und Violinist (* 1923)
- 01. Januar: Werner Hollweg, deutscher Opernsänger (Tenor) und Opernregisseur (* 1936)
- 01. Januar: Del Reeves, US-amerikanischer Country-Sänger und Songwriter (* 1932)
- 02. Januar: James D. Ployhar, US-amerikanischer Komponist und Dirigent (* 1926)
- 03. Januar: János Fürst, ungarischer Violinist und Dirigent (* 1935)
- 06. Januar: Jerry Gilgor, US-amerikanischer Jazz- und Unterhaltungsmusiker (Schlagzeug) (* 1924)
- 06. Januar: Sneaky Pete Kleinow, US-amerikanischer Country-Musiker (* 1934)
- 06. Januar: Mercy Navarro, kubanisch-US-amerikanische Sängerin und Bandgründerin (* 1958)
- 12. Januar: Karl Berg, deutscher Volksschullehrer, Komponist, Dirigent, Autor und Pädagogik-Professor (* 1925)
- 12. Januar: Jimmy Cheatham, US-amerikanischer Jazz-Posaunist (* 1924)
- 12. Januar: Alice Coltrane, US-amerikanische Jazzmusikerin (Piano, Orgel, Harfe) (* 1937)
- 13. Januar: Michael Brecker, US-amerikanischer Tenorsaxofonist (* 1949)
- 13. Januar: Efim Jourist, ukrainischer Komponist, Akkordeonist und Bajan-Spieler (* 1947)
- 14. Januar: Harvey Cohen, US-amerikanischer Film- und Fernsehkomponist sowie Orchestrator (* 1951)
- 14. Januar: John Hawkins, kanadischer Komponist und Pianist (* 1944)
- 17. Januar: Virtue Hampton Whitted, US-amerikanische Jazzmusikerin (Gesang, Kontrabass, Piano) (* 1922)
- 17. Januar: Uwe Nettelbeck, deutscher Schriftsteller, Journalist und Musikproduzent (* 1940)
- 18. Januar: Carl de Groof, österreichischer Komponist, Filmkomponist und Orchesterleiter (* 1923)
- 18. Januar: August Humer, österreichischer Organist und Cembalist (* 1947)
- 18. Januar: Alexander Satz, russischer Pianist und Klavierpädagoge (* 1941)
- 19. Januar: Gerhard Bronner, österreichischer Komponist, Autor, Musiker und Kabarettist (* 1922)
- 19. Januar: Denny Doherty, kanadischer Sänger (* 1940)
- 19. Januar: Eugene Holmes, US-amerikanischer Opernsänger (Bassbariton) (* 1934)
- 20. Januar: Esmond Edwards, US-amerikanischer Fotograf und Musikproduzent (* 1927)
- 20. Januar: Peter-Michael Riehm, deutscher Musikpädagoge, Komponist und Musiktheoretiker (* 1947)
- 21. Januar: Peer Raben, deutscher Komponist (* 1940)
- 22. Januar: Klaus Hugo, deutscher Komponist und Musikproduzent (* 1928)
- 22. Januar: Siegfried Kessler, französischer Jazzpianist und Komponist (* 1935)
- 22. Januar: Floyd Standifer, US-amerikanischer Jazzmusiker (Trompete, Saxophon, Gesang), Musikpädagoge und Komponist (* 1929)
- 23. Januar: Disco D, US-amerikanischer Musikproduzent (* 1980)
- 23. Januar: Amos Meller, israelischer Komponist und Dirigent (* 1938)
- 24. Januar: Denes Agay, US-amerikanischer Komponist und Arrangeur (* 1911)
- 24. Januar: Günther Becker, deutscher Komponist (* 1924)
- 24. Januar: Klara Palankay, ungarische Opernsängerin (* 1922)
- 25. Januar: Enrica Cavallo, italienische Pianistin und Musikpädagogin (* 1921)
- 27. Januar: Ebony Browne, US-amerikanische Singer-Songwriterin (* 1974)
- 27. Januar: Jamie Coe, US-amerikanischer Rock-’n’-Roll-Sänger (* 1935)
- 28. Januar: Wiktoria Calma, polnische Opernsängerin (Sopran) (* 1920)
- 28. Januar: Chico Chism, US-amerikanischer Blues-Schlagzeuger und -Sänger (* 1927)
- 28. Januar: Omkar Prasad Nayyar, indischer Filmmusikkomponist (* 1926)
- 28. Januar: Wolfgang Schoor, deutscher Komponist (* 1926)
- 28. Januar: Karel Svoboda, tschechischer Komponist (* 1938)
- 29. Januar: Lajos Illés, ungarischer Rockmusiker (* 1943)
- 31. Januar: Kirka, finnischer Musiker (* 1950)
- 31. Januar: Ronald Muldrow, US-amerikanischer Jazzgitarrist (* 1949)

### Februar
- 01. Februar: Lea Bischof, Schweizer Jazzsängerin (* 1936)
- 01. Februar: Gian Carlo Menotti, italoamerikanischer Opernkomponist (* 1911)
- 02. Februar: Billy Henderson, US-amerikanischer Soulsänger und Songwriter (* 1939)
- 02. Februar: Joe Hunter, US-amerikanischer Pianist (* 1927)
- 02. Februar: Eric Von Schmidt, US-amerikanischer Maler, Illustrator, Folk- und Bluessänger und Singer-Songwriter (* 1931)
- 03. Februar: Mario Martens, deutscher Radiomoderator, Musiker und Komponist (* 1955)
- 04. Februar: Erna Heiller, österreichische Konzertpianistin und Cembalistin (* 1922)
- 04. Februar: Barbara McNair, US-amerikanische Sängerin und Schauspielerin (* 1934)
- 04. Februar: Francesco Valdambrini, italienischer Komponist und Musikpädagoge (* 1933)
- 05. Februar: Frankie Laine, US-amerikanischer Sänger, Entertainer und Schauspieler (* 1913)
- 09. Februar: Louis W. Ballard, US-amerikanischer Komponist (* 1931)
- 09. Februar: Kostas Paskalis, griechischer Opernsänger (Bariton) (* 1929)
- 12. Februar: Jimmy Campbell, englischer Musiker, Sänger und Songwriter (* 1944)
- 12. Februar: Peggy Gilbert, US-amerikanische Jazz-Saxophonistin und Bandleaderin (* 1905)
- 12. Februar: Eldee Young, US-amerikanischer Jazz-Bassist (* 1936)
- 14. Februar: Gareth Morris, englischer Flötist (* 1920)
- 15. Februar: Ray Evans, US-amerikanischer Songwriter (* 1915)
- 15. Februar: Hansjörg Pauli, Schweizer Musikwissenschaftler und Schriftsteller (* 1931)
- 17. Februar: Mary Kaye, US-amerikanische Musikerin und Künstlerin (* 1924)
- 20. Februar: Vilmos Jávori, ungarischer Jazzmusiker (Schlagzeug) (* 1945)
- 20. Februar: Jozef Sixta, slowakischer Komponist und Musikpädagoge (* 1940)
- 21. Februar: Al Viola, US-amerikanischer Musiker (* 1919)
- 22. Februar: Luiz Chaves, brasilianischer Kontrabassist (* 1932)
- 22. Februar: Herbert Thomas Mandl, tschechisch-deutsch-jüdischer Autor, Konzertviolinist, Musikprofessor, Philosoph, Erfinder und Vortragsreisender (* 1926)
- 22. Februar: Dickie Thompson, US-amerikanischer Rhythm-and-Blues- und Jazzmusiker (Gitarre, Gesang) und Songwriter (* 1917)
- 22. Februar: Ian Wallace, britischer Schlagzeuger (* 1946)
- 23. Februar: Donnie Brooks, US-amerikanischer Rock-’n’-Roll- und Pop-Sänger (* 1936)
- 23. Februar: Burt Collins, US-amerikanischer Studio- und Jazz-Musiker (Trompete, Flügelhorn) (* 1931)
- 24. Februar: Leroy Jenkins, US-amerikanischer Komponist und Free-Jazz-Musiker (Geige, Bratsche) (* 1932)
- 27. Februar: Bobby Rosengarden, US-amerikanischer Jazzschlagzeuger und Studiomusiker (* 1924)
- 28. Februar: Anna Tassopoulos, griechische Opernsängerin (Sopran) (* 1915)
- 28. Februar: Billy Thorpe, australischer Rockmusiker (* 1946)
- 00. Februar: Chen Peixun, chinesischer Komponist (* 1921)
- 00. Februar: Gerda Schönfelder, deutsche Schlagersängerin (* 1922)

### März
- 01. März: Otto Brandenburg, dänischer Schauspieler und Sänger (* 1634)
- 04. März: Șerban Georgescu, rumänischer Komponist (* 1953)
- 04. März: Richard Joseph, britischer Computerspiel-Musiker, Musiker und Tontechniker (* 1953)
- 04. März: Robby Lind, deutscher Schlagersänger (* 1934)
- 04. März: Tadeusz Nalepa, polnischer Gitarrist, Komponist und Sänger (* 1943)
- 05. März: Eduardo Darnauchans, uruguayischer Musiker und Liedermacher (* 1953)
- 07. März: Paul deLay, US-amerikanischer Sänger und Mundharmonikaspieler (* 1952)
- 07. März: Murray Grand, US-amerikanischer Pianist, Komponist und Songwriter (* 1919)
- 07. März: Frigyes Hidas, ungarischer Komponist (* 1928)
- 07. März: Ronnie Wells, US-amerikanische Jazzsängerin (* 1943)
- 08. März: Franz Kessler, deutscher Musikwissenschaftler, Organist und Hochschullehrer (* 1914)
- 09. März: Brad Delp, US-amerikanischer Musiker (* 1951)
- 09. März: Kurt Rapf, österreichischer Komponist und Dirigent (* 1922)
- 11. März: Tyrone Hill, US-amerikanischer Jazzmusiker (Posaune) (* 1948)
- 12. März: Günther Weiß, deutscher Musikwissenschaftler, Dirigent, Musiker und Hochschullehrer (* 1933)
- 13. März: Kurt Hübenthal, deutscher Sänger (Bassbariton), Regisseur, Musikpädagoge, Professor für Gesang (* 1918)
- 13. März: Hans Thamm, deutscher Chorleiter (* 1921)
- 14. März: Werner Schmidt, deutscher Komponist und Pianist (* 1925)
- 15. März: Fleurette Beauchamp-Huppé, kanadische Pianistin, Musikpädagogin und Sängerin (Sopran) (* 1907)
- 16. März: Geoff Bastow, britischer Musiker und Musikproduzent (* 1949)
- 16. März: Bill Sabo, US-amerikanischer Musiker (* 1961)
- 16. März: Tupper Saussy, US-amerikanischer Komponist und Musiker (* 1936)
- 17. März: Roger Bennett, US-amerikanischer Pianist (* 1959)
- 17. März: Buck Jones, US-amerikanischer Countrymusiker (* 1974)
- 18. März: Heinz Prüfer, deutscher Gitarrist (* 1948)
- 18. März: Colin Winski, US-amerikanischer Rockabilly-Sänger (* 1957)
- 19. März: Krešimir Blažević, kroatischer Musiker (* 1959)
- 20. März: Luther Ingram, US-amerikanischer Soulsänger und Songschreiber (* 1937)
- 20. März: Jürg Grau, Schweizer Schauspieler, Stadtplaner und Jazzmusiker (Trompete, Gitarre) (* 1943)
- 20. März: Sebastien Gressez, französischer Musiker (* 1979)
- 20. März: Rita Joe, kanadische Dichterin und Songwriterin (* 1932)
- 22. März: Nisar Bazmi, pakistanischer Komponist (* 1925)
- 24. März: Henson Cargill, US-amerikanischer Country-Musiker (* 1941)
- 27. März: Stefan Diestelmann, Sänger, Gitarrist, Mundharmonikaspieler, Textautor, Komponist und Filmproduzent (* 1949)
- 27. März: Faustino Oramas, kubanischer Musiker (* 1911)
- 27. März: Joe Sentieri, italienischer Sänger und Schauspieler (* 1925)
- 28. März: Tony Scott, US-amerikanischer Jazzmusiker (Klarinette, Saxophon, Electronics, Komposition) (* 1921)
- 29. März: Regin Dahl, färöischen Dichter und Komponisten (* 1918)
- 29. März: Giuseppe Giorgio Englert, Schweizer Komponist elektronischer Musik (* 1927)
- 29. März: Margarete Herzberg, deutsche Opernsängerin (Mezzosopran) (* 1921)
- 29. März: Michel Roques, französischer Jazz-Saxophonist (Tenor), Klarinettist und Flötist (* 1936)
- 30. März: Chrisye, indonesischer Pop-Musiker, Sänger und Komponist (* 1949)
- 31. März: Phil Cordell, britischer Musiker und Komponist (* 1947)
- 31. März: Hildor Janz, kanadischer Sänger (Tenor), Komponist (* 1921)
- 00. März: Wladimir Awramow, bulgarischer Geiger und Musikpädagoge (* 1909)
- 00. März: Gilbert Rovère, französischer Jazzmusiker (Kontrabass, Violoncello) (* 1939)

### April
- 01. April: Danny Barcelona, US-amerikanischer Jazz-Schlagzeuger (* 1929)
- 01. April: Martin Vogel, deutscher Musikwissenschaftler (* 1923)
- 02. April: Walter Hendl, US-amerikanischer Dirigent, Pianist und Komponist (* 1917)
- 03. April: Zoltán Pongrácz, ungarischer Komponist (* 1912)
- 03. April: Armando Zeferino Soares, kap-verdischer Komponist (* 1920)
- 04. April: Terry Fell, US-amerikanischer Country-Musiker (* 1921)
- 05. April: Mark St. John, US-amerikanischer Rockmusiker (* 1956)
- 06. April: Colin Graham, britischer Opernregisseur und Opernintendant (* 1931)
- 08. April: Rafael Estarás, spanischer Musiker (* 1934)
- 08. April: Elli Pyrelli, deutsche Sängerin, Schauspielerin und Aktionskünstlerin (* 1934)
- 10. April: Horst Leuchtmann, deutscher Musikwissenschaftler (* 1927)
- 10. April: Talabchudscha Sattorow,tadschikisch-sowjetischer Komponist und Hochschullehrer (* 1953)
- 10. April: Dakota Staton, US-amerikanische Jazz-Sängerin (* 1930)
- 11. April: Sergio Bardotti, italienischer Schlagerkomponist (* 1939)
- 11. April: Bob Dyer, US-amerikanischer Singer-Songwriter, Autor und Filmemacher (* 1939)
- 13. April: Peter Beil, deutscher Schlagersänger, Trompeter, Komponist und Bandleader (* 1937)
- 13. April: Andrzej Kurylewicz, polnischer Jazzmusiker (Piano, Posaune), Bandleader und Komponist (* 1932)
- 14. April: Donald Tai Loy Ho, hawaiischer Pop-Musiker, Sänger und Entertainer (* 1930)
- 15. April: Emil Ludvík, tschechischer Jazzmusiker (Piano, Akkordeon, Bandleader), Filmkomponist und Menschenrechtler (* 1917)
- 15. April: Jaime Padrós, spanisch-katalanischer Pianist und Komponist (* 1926)
- 17. April: Kitty Carlisle, US-amerikanische Sängerin sowie Bühnen- und Filmschauspielerin (* 1910)
- 17. April: Gil Dobrică, rumänischer Sänger (* 1946)
- 18. April: Peter Müller, deutscher Jazzmusiker (Klarinette, Saxophon, Piano) (* 1947)
- 19. April: Ken Albers, US-amerikanischer Sänger (* 1924)
- 20. April: Andrew Hill, US-amerikanischer Jazzpianist und -komponist (* 1931)
- 22. April: Herbie Brock, US-amerikanischer Jazzmusiker (Piano, auch Tenorsaxophon, Komposition) (* 1914)
- 22. April: Lobby Loyde, australischer Rockmusikgitarrist (* 1941)
- 23. April: Hartmut Eichler, deutscher Schlagersänger (* 1937)
- 25. April: Bobby Pickett, US-amerikanischer Sänger und Schauspieler (* 1938)
- 26. April: Frank Jürgen Krüger, deutscher Rockmusiker (* 1948)
- 26. April: Daniel Sander, französischer Choreograf, Balletttänzer, Schauspieler und Sänger (* 1939)
- 27. April: Mstislaw Leopoldowitsch Rostropowitsch, russischer Cellist, Dirigent, Pianist, Komponist und Humanist (* 1927)
- 28. April: Laine Mets, estnische Pianistin und Musikpädagogin (* 1921)
- 29. April: Alex Brown, US-amerikanischer Musiker (* 1951)
- 30. April: Erhard Fietz, deutscher Lehrer, Musiker, Dirigent, Komponist und Sammler vogtländischer Melodien (* 1934)
- 30. April: Grégory Lemarchal, französischer Popsänger (* 1983)
- 30. April: Clemens Ostermann, deutscher Synchronsprecher und Musiker (* 1984)
- 30. April: Zola Taylor, US-amerikanische Sängerin (* 1938)

### Mai
- 01. Mai: Ejnar Krantz, US-amerikanischer Komponist, Organist, Pianist und Musikpädagoge (* 1915)
- 02. Mai: Akbar DePriest, US-amerikanischer Jazz-Schlagzeuger (* 1930)
- 02. Mai: Giusy Devinu, italienische Opernsängerin (Sopran) (* 1960)
- 03. Mai: Ellsworth Milburn, US-amerikanischer Komponist, Musikpädagoge und Pianist (* 1938)
- 06. Mai: Alvin Batiste, US-amerikanischer Jazz-Klarinettist, Saxophonist, Pianist, Komponist und Hochschullehrer (* 1932)
- 06. Mai: Carey Bell, US-amerikanischer Blues-Musiker (Mundharmonika) (* 1936)
- 06. Mai: Big Joe Duskin, US-amerikanischer Blues- und Boogie-Woogie-Pianist (* 1921)
- 07. Mai: Medardo Guido Acevedo, costa-ricanischer Songwriter, Dichter, Komponist, Musikpädagoge und Volkskundler (* 1912)
- 07. Mai: Ron Jefferson, US-amerikanischer Jazz-Schlagzeuger (* 1926)
- 07. Mai: Bent Norup, dänischer Opernsänger (Bariton) (* 1936)
- 08. Mai: David Farquhar, neuseeländischer Komponist (* 1928)
- 08. Mai: Rod Levitt, US-amerikanischer Jazzmusiker (Posaune, Komposition) (* 1929)
- 09. Mai: Jacob Gilboa, israelischer Komponist (* 1920)
- 09. Mai: Tito Reyes, argentinischer Tangosänger und -dichter (* 1928)
- 09. Mai: Carla White, US-amerikanische Jazzsängerin (* 1951)
- 12. Mai: José Benito Barros, kolumbianischer Komponist (* 1915)
- 12. Mai: Humphrey Davis, US-amerikanischer Rhythm-and-Blues- und Jazz-Saxophonist, Komponist, Arrangeur sowie Singer-Songwriter (* 1949)
- 14. Mai: Marinês, brasilianische Sängerin, Schauspielerin und Radiomoderatorin (* 1936)
- 16. Mai: Bois Sec Ardoin, US-amerikanischer Zydeco-Musiker (* 1915)
- 16. Mai: Gohar Gasparyan, armenische Opernsängerin (* 1924)
- 18. Mai: Herbie Lewis, US-amerikanischer Hardbop-Jazzbassist (* 1941)
- 18. Mai: Yoyoy Villame, philippinischer Sänger und Schauspieler (* 1938)
- 19. Mai: L. Vaidyanathan, indischer Geiger und Komponist (* 1942)
- 20. Mai: Kalil Madi, US-amerikanischer Jazzmusiker (Schlagzeug) (* 1921)
- 20. Mai: Cacho Tirao, argentinischer Gitarrist und Komponist (* 1941)
- 20. Mai: Ben Weisman, US-amerikanischer Liedtexter und Pianist (* 1921)
- 21. Mai: Peter Witte, deutscher Jazzbassist (* 1930)
- 24. Mai: Buddy Childers, US-amerikanischer Bigband-Jazz-Trompeter (* 1926)
- 24. Mai: Cédric Dumont, Schweizer Komponist, Dirigent und Autor (* 1916)
- 25. Mai: Norbert „Nobby“ Campmann, deutscher Musiker (* 1959)
- 25. Mai: Georg von Dadelsen, deutscher Musikwissenschaftler (* 1918)
- 25. Mai: Herbert Kelletat, deutscher Musiker, Organist, Autor und Chorleiter (* 1907)
- 26. Mai: Phyllis Sellick, englische Pianistin und Musikpädagogin (* 1911)
- 27. Mai: Zard, japanische Popsängerin (* 1967)
- 28. Mai: Norman Kaye, australischer Schauspieler und Musiker (* 1927)

### Juni
- 02. Juni: Kentarō Haneda, japanischer Komponist und Klavierspieler (* 1949)
- 03. Juni: Bedřich Janáček, tschechischer Organist, Komponist und Musikpädagoge (* 1920)
- 04. Juni: Fritz Münzer, deutscher Jazzsaxophonist, -klarinettist und -flötist (* 1934)
- 04. Juni: Freddie Scott, afroamerikanischer Rhythm-and-Blues- und Soulsänger (* 1933)
- 05. Juni: André David, französischer Komponist (* 1922)
- 05. Juni: Povel Ramel, schwedischer Musiker, Sänger und Komiker (* 1922)
- 06. Juni: Heinz Lemmermann, deutscher Komponist, Musikpädagoge, Schriftsteller, Herausgeber, Hochschullehrer und Lokalpolitiker (* 1930)
- 06. Juni: Kim Tolliver, US-amerikanische Soulsängerin (* 1937)
- 08. Juni: Nellie Lutcher, US-amerikanische Sängerin und Pianistin (* 1912)
- 08. Juni: Jürgen Ulrich, deutscher Komponist und Hochschullehrer (* 1939)
- 08. Juni: Gerhard Wuensch, österreichisch-kanadischer Komponist, Musikwissenschaftler und Pianist (* 1925)
- 10. Juni: Jacques Gauthé, französischer Jazzklarinettist und Sopransaxophonist (* 1939)
- 11. Juni: Stack Bundles, US-amerikanischer Rapper (* 1982)
- 11. Juni: Wolfgang Zoubek, deutscher Komponist und Organist (* 1945)
- 13. Juni: Oskar Morawetz, kanadischer Pianist und Komponist (* 1917)
- 13. Juni: Jörg Treptow, deutscher Musiker (* 1962)
- 15. Juni: Jocco Abendroth, deutscher Sänger, Gitarrist und Komponist (* 1953)
- 17. Juni: Durval Ferreira, brasilianischer Gitarrist und Komponist (* 1935)
- 18. Juni: John William Barber, US-amerikanischer Tuba-Spieler (* 1920)
- 18. Juni: Pablo Estramín, uruguayischer Musiker (* 1959)
- 18. Juni: Efrain Guigui, US-amerikanischer Dirigent (* 1925)
- 18. Juni: Hans Lange, grönländischer Musiker und Komponist (* 1965)
- 19. Juni: Antonio Aguilar, mexikanischer Sänger und Schauspieler (* 1919)
- 19. Juni: José Luis Cantero, spanischer Sänger (* 1937)
- 20. Juni: Donna King Conkling, US-amerikanische Sängerin (* 1919)
- 21. Juni: James Carson, US-amerikanischer Old-Time- und Country-Musiker (* 1918)
- 21. Juni: Georg Danzer, österreichischer Liedermacher (* 1946)
- 21. Juni: Horst Gehann, deutscher Dirigent, Komponist, Konzertorganist, Cembalist und Musikverleger (* 1928)
- 24. Juni: Natasja, dänisch-sudanesische Reggae-, Dancehall- und Hip-Hop-Musikerin (* 1974)
- 25. Juni: Klaus Hallen, deutscher Tänzer, Tanzsporttrainer, Choreograph (Latein), sowie Musiker und Bandleader (* 1942)
- 25. Juni: Mahasti, iranische Sängerin (* 1946)
- 28. Juni: Peter Panka, deutscher Rockmusiker (* 1948)
- 29. Juni: George McCorkle, US-amerikanischer Musiker und Songwriter (* 1946)
- 30. Juni: Al Lirvat, französischer Musiker (Posaune, Gitarre), Bandleader und Komponist (* 1916)
- 00. Juni: Franz Giegling, Schweizer Musikwissenschaftler (* 1921)

### Juli
- 01. Juli: Fjodor Serafimowitsch Druschinin, russischer Bratschist und Komponist und Viola-Lehrer (* 1932)
- 01. Juli: Robert McBride, US-amerikanischer Komponist (* 1911)
- 01. Juli: Earl Watkins, US-amerikanischer Jazz-Schlagzeuger (* 1920)
- 02. Juli: Beverly Sills, US-amerikanische Opernsängerin (Sopran) (* 1929)
- 02. Juli: Hy Zaret, US-amerikanischer Liedtexter und Komponist (* 1907)
- 03. Juli: Johnny Frigo, US-amerikanischer Jazzbassist und -violinist (* 1916)
- 03. Juli: German Hofmann, deutscher Musiker der volkstümlichen Musik (* 1942)
- 03. Juli: Boots Randolph, US-amerikanischer Musiker (* 1927)
- 04. Juli: Barış Akarsu, türkischer Rockmusiker und Schauspieler (* 1979)
- 04. Juli: Kostas Kapnisis, griechischer Jazzpianist und -komponist (* 1920)
- 04. Juli: Bill Pinkney, US-amerikanischer R&B-Sänger (* 1925)
- 05. Juli: Régine Crespin, französische Opernsängerin (Sopran) (* 1927)
- 05. Juli: George Melly, britischer Autor und Jazz-Sänger (* 1926)
- 06. Juli: Don Mumford, US-amerikanischer Jazz-Schlagzeuger und Perkussionist (* 1954)
- 07. Juli: Hias, österreichischer Sänger, Humorist und Ziehharmonikaspieler (* 1950)
- 07. Juli: Poldi Mildner, österreichisch-argentinische Pianistin und Klavierpädagogin (* 1913)
- 08. Juli: Jindřich Feld, tschechischer Komponist (* 1925)
- 08. Juli: Kurt Hertha, deutscher Textdichter und Komponist (* 1926)
- 08. Juli: Jerry Itō, japanischer Sänger und Schauspieler (* 1927)
- 08. Juli: Heiri Kollegger, Schweizer Musiker (* 1925)
- 09. Juli: Varty Hart, US-amerikanischer Jazz-Saxophonist und Jazzclub-Besitzer (* 1922)
- 09. Juli: Natalia Karp, britische Pianistin (* 1911)
- 09. Juli: Elvina Makarian, armenische Jazzsängerin, Songwriterin und Musikerin (* 1947)
- 10. Juli: Ona Narbutienė, litauische Musikwissenschaftlerin und Professorin (* 1930)
- 11. Juli: Nana Gualdi, italienisch-deutsche Sängerin und Schauspielerin (* 1932)
- 12. Juli: Robert Burås, norwegischer Gitarrist und Songschreiber (* 1975)
- 12. Juli: Nicolae Moldoveanu, rumänischer Komponist, Dirigent und Autor (* 1922)
- 13. Juli: Zdeněk Lukáš, tschechischer Komponist (* 1928)
- 13. Juli: Frank Robert, norwegischer Schauspieler, Sänger und Tänzer (* 1918)
- 13. Juli: Ilja Zeljenka, slowakischer Komponist (* 1932)
- 15. Juli: Kelly Johnson, britische Musikerin (Gitarristin, Sängerin) (* 1958)
- 17. Juli: Gerald Hündgen, deutscher Journalist und DJ (* 1952)
- 17. Juli: Teresa Stich-Randall, US-amerikanische Opernsängerin (Sopran) (* 1927)
- 18. Juli: Jerry Hadley, US-amerikanischer Opernsänger (Tenor) (* 1952)
- 20. Juli: Tamara Faye Messner, US-amerikanische christliche Sängerin, Evangelistin, Unternehmerin, Autorin, sowie Fernsehpersönlichkeit (* 1942)
- 21. Juli: Don Arden, britischer Musikmanager (* 1926)
- 22. Juli: Sonny Dallas, US-amerikanischer Jazz-Bassist und Musikpädagoge (* 1931)
- 23. Juli: Jon Marks, britischer Jazzmusiker (Piano) (* 1947)
- 23. Juli: Ron Miller, US-amerikanischer Songschreiber und Musikproduzent (* 1933)
- 24. Juli: Thorstein Aaby, norwegischer Gitarrist (* 1971)
- 25. Juli: Finn Mickelborg, dänischer Maler und Jazzmusiker (Trompete, Mellophon) (* 1932)
- 28. Juli: Theo Altmeyer, deutscher Opernsänger (Tenor) und Gesangspädagoge (* 1931)
- 28. Juli: Sal Mosca, US-amerikanischer Jazz-Pianist (* 1927)
- 29. Juli: Art Davis, US-amerikanischer Kontrabassist (* 1934)
- 29. Juli: Jimmy Nelson, US-amerikanischer Bluessänger und Komponist (* 1919)
- 30. Juli: Louis Moyse, französischer Flötist und Komponist (* 1912)
- 30. Juli: Ziroli Winterstein, deutscher Jazzgitarrist (* 1954)
- 31. Juli: Terry Winter Owens, US-amerikanische Komponistin, Pianistin und Cembalistin (* 1941)
- 31. Juli: Hilary Blake, US-amerikanische Singer-Songwriterin (* 1950)

### August
- 01. August: Yū Aku, japanischer Hörfunkautor, Dichter, Songwriter und Schriftsteller (* 1937)
- 01. August: Tommy Makem, nordirischer Sänger und Musiker (* 1932)
- 03. August: August Scharnagl, deutscher Musikpädagoge und Musikforscher (* 1914)
- 03. August: Peter Thorup, dänischer Bluesgitarrist, -sänger, -komponist und -produzent (* 1948)
- 03. August: Earl Turbinton, US-amerikanischer Blues, R&B und Jazzmusiker (Alt- und Sopransaxophon, Klarinette) (* 1941)
- 04. August: Lee Hazlewood, US-amerikanischer Songwriter, Country-Sänger und Musikproduzent (* 1929)
- 04. August: Ruth Zechlin, deutsche Komponistin, Cembalistin und Organistin (* 1926)
- 05. August: Pedro Mesías, chilenischer Pianist und Dirigent (* 1926)
- 05. August: Florian Pittiș, rumänischer Schauspieler und Musiker (* 1943)
- 05. August: Paul Rutherford, britischer Jazzposaunist (* 1940)
- 05. August: Mathias Schramm, deutscher Musiker, Komponist, Arrangeur und Musikproduzent (* 1949)
- 06. August: Teizō Matsumura, japanischer Komponist (* 1929)
- 08. August: Jorge Valente, mexikanischer Sänger (* 1934)
- 10. August: Kitty Grime, britische Journalistin, Musikkritikerin und Jazzsängerin (* 1930)
- 10. August: Harald Gundhus, norwegischer Jazz-Saxophonist und Flötist (* 1942)
- 10. August: Mario Rivera, dominikanisch-US-amerikanischer Latinjazz-Saxophonist (* 1939)
- 11. August: Berta Dovidova, sowjetische und usbekische Sängerin (Sopran) und Musikpädagogin, Volkskünstlerin (* 1922)
- 11. August: Herb Pomeroy, US-amerikanischer Jazz-Trompeter und Hochschullehrer (* 1930)
- 11. August: Madilu System, kongolesischer Rumbasänger (* 1952)
- 12. August: Hans-Josef Irmen, deutscher Musikpädagoge, Musikwissenschaftler und Dirigent (* 1938)
- 14. August: Tichon Nikolajewitsch Chrennikow, russischer Komponist (* 1913)
- 14. August: Heinz Reber, Schweizer Komponist (* 1952)
- 15. August: Richard Bradshaw, britischer Dirigent (* 1944)
- 15. August: John Wallowitch, US-amerikanischer Sänger und Songschreiber (* 1926)
- 16. August: Max Roach, US-amerikanischer Jazz-Schlagzeuger, Komponist und Hochschullehrer (* 1924)
- 17. August: Anna Parlapanou, deutsch-griechische Mezzosopranistin (* 1956)
- 18. August: Jon Lucien, karibischer Smooth-Jazz-Sänger und Crooner (* 1942)
- 19. August: Luqman Ali, US-amerikanischer Jazzmusiker (Schlagzeug, Perkussion, Gesang, Komposition) (* 1939)
- 19. August: Wolfgang Berger, deutscher Musikpädagoge und Chorleiter (* 1921)
- 19. August: Rudolph Johnson, US-amerikanischer Jazzmusiker (Tenorsaxophon, Flöte, Komposition) (* um 1940)
- 20. August: Michael Danzinger, österreichischer Pianist, Unterhaltungskünstler und Komponist (* 1914)
- 21. August: Rose Bampton, US-amerikanische Opernsängerin (Sopran) (* 1907)
- 21. August: Günter Hässy, deutscher Musiker, Dirigent, Komponist und Musikpädagoge (* 1944)
- 22. August: Alan Cooper, britischer Jazz-Musiker (Bassklarinette, Sopransaxophon) und Bandleader (* 1931)
- 22. August: Masahiko Togashi, japanischer Jazz-Schlagzeuger (* 1940)
- 23. August: Thomas Hösli, Schweizer Gitarrist, Sänger, Songwriter und Entertainer (Punk, Rock, Chanson) (* 1965)
- 26. August: Petr Kaplan, tschechischer Rocksänger und -gitarrist (* 1940)
- 27. August: Doug Riley, kanadischer Keyboarder, Pianist, Arrangeur, Komponist und Musikproduzent (* 1945)
- 28. August: Hilly Kristal, US-amerikanischer Club-Besitzer und Musiker (* 1931)
- 30. August: Sandy Feldstein, US-amerikanischer Komponist, Arrangeur und Dirigent (* 1940)
- 30. August: Helmut Krebs, deutscher Opern- und Oratoriensänger (Tenor) (* 1913)
- 30. August: K. R. T. Wasitodiningrat, indonesischer Gamelanmusiker (* 1909)

### September
- 01. September: Ragaa Belmaleeh, marokkanische Sängerin (* 1962)
- 02. September: Safet Isović, bosnischer Sevdah-Sänger (* 1936)
- 03. September: Janis Martin, US-amerikanische Rockabilly-Sängerin (* 1940)
- 05. September: Thomas Hansen, norwegischer Musiker (* 1976)
- 06. September: Luciano Pavarotti, italienischer Opernsänger (Tenor) (* 1935)
- 08. September: George Crum, kanadischer Dirigent und Pianist (* 1926)
- 09. September: Hughie Thomasson, US-amerikanischer Sänger und Gitarrist (* 1952)
- 10. September: Rolf Reuter, deutscher Dirigent und Hochschullehrer (* 1926)
- 10. September: Juma Santos, US-amerikanischer Perkussionist (* 1947)
- 11. September: Joe Zawinul, österreichischer Jazzmusiker (* 1932)
- 12. September: Bobby Byrd, US-amerikanischer Funk- und Soulsänger, Musiker, Songwriter, Musikproduzent und Bandleader (* 1934)
- 12. September: Erwin Ernst Wilhelm Meier, deutscher Komponist und Schulmusiker (* 1937)
- 12. September: Gunnar Nyberg, schwedischer Jazzmusiker (Schlagzeug, Komposition) (* 1929)
- 14. September: Robert Savoie, kanadischer Opernsänger (Bariton) und Gesangspädagoge (* 1927)
- 15. September: Generoso Jiménez, kubanischer Posaunist und Bandleader (* 1917)
- 15. September: Specs Powell, US-amerikanischer Jazz-Schlagzeuger (* 1922)
- 15. September: Aldemaro Romero, venezolanischer Komponist und Dirigent (* 1928)
- 16. September: Jean Balissat, Schweizer Komponist, Musikpädagoge, Musiker und Dirigent (* 1936)
- 16. September: Rolf Köhler, deutscher Sänger, Musiker und Musikproduzent (* 1951)
- 19. September: Mike Osborne, britischer Jazzmusiker (Altsaxophon, Klarinette sowie Komposition) (* 1941)
- 20. September: Lou Hobbs, US-amerikanischer Rockabilly-Sänger, Gitarrist, Musikproduzent und TV-Moderator (* 1941)
- 20. September: Juraj Pospíšil, slowakischer Komponist, Musikwissenschaftler und Musikpädagoge (* 1931)
- 20. September: Laba Sosseh, senegambischer Salsa-Musiker (* 1943)
- 22. September: Albert Fuller, US-amerikanischer Dirigent und Komponist (* 1926)
- 22. September: Thomas Tipton, US-amerikanischer Opernsänger (Bariton) und Schauspieler (* 1926)
- 23. September: Gary Primich, US-amerikanischer Bluesharmonika- und Gitarrespieler (* 1958)
- 26. September: Randy Van Horne, US-amerikanischer Jazz- und Unterhaltungsmusiker (Gesang, Komposition) und Chorleiter (* 1924)
- 27. September: R. Paul Drummond, US-amerikanischer Komponist und Musikpädagoge (* 1947)
- 28. September: Evelyn Knight, US-amerikanische Sängerin (* 1917)
- 28. September: Ruedi Wyss, Schweizer Musiker, Komponist und Dirigent (* 1932)
- 29. September: Cees Slinger, niederländischer Jazz-Pianist (* 1929)
- 30. September: David Ohanesian, rumänischer Bariton (* 1927)

### Oktober
- 02. Oktober: Elfi von Dassanowsky, österreich-Opernsängerin (Mezzosopran), Pianistin und Filmproduzentin (* 1924)
- 03. Oktober: Lloyd Trotman, US-amerikanischer Rhythm-and-Blues-, Jazz- und Studiomusiker (Kontrabass) (* 1923)
- 03. Oktober: Giuseppe Valdengo, italienischer Opernsänger (Bariton) (* 1914)
- 05. Oktober: Matilde Salvador i Segarra, spanisch-valencianische Komponistin und Malerin (* 1918)
- 05. Oktober: Jack Wilson, US-amerikanischer Pianist, Arrangeur und Komponist (* 1936)
- 05. Oktober: Jeroným Zajíček, tschechisch-US-amerikanischer Komponist und Musikpädagoge (* 1926)
- 07. Oktober: Josef Rut, tschechischer Komponist, Geiger und Musikwissenschaftler (* 1926)
- 08. Oktober: Armin Kämpf, deutscher Schlagersänger und Impresario (* 1926)
- 09. Oktober: Kurt Schwaen, deutscher Komponist (* 1909)
- 11. Oktober: Werner von Trapp, österreichischer Sänger (* 1915)
- 12. Oktober: Franz Teddy Kleindin, deutscher Jazz- und Unterhaltungsmusiker (Klarinette, Altsaxophon, Cello), Komponist, Arrangeur und Orchesterleiter (* 1914)
- 14. Oktober: Big Moe, US-amerikanischer Rapper (* 1974)
- 15. Oktober: Emil Mijares, philippinischer Jazz- und Unterhaltungsmusiker (Vibraphon, Piano, Arrangement) und Orchesterleiter (* 1935)
- 16. Oktober: Toše Proeski, mazedonischer Sänger und Songwriter (* 1981)
- 17. Oktober: Joey Bishop, US-amerikanischer Entertainer, Schauspieler und Showmaster (* 1918)
- 17. Oktober: Teresa Brewer, US-amerikanische Popsängerin (* 1931)
- 18. Oktober: Lucky Dube, südafrikanischer Reggae-Sänger, Pianist und Songwriter (* 1964)
- 18. Oktober: Nino, bosnischer Sänger (* 1964)
- 19. Oktober: Joe „Habao“ Texidor, puerto-ricanischer Perkussionist und Fotograf (* 1941)
- 20. Oktober: Paul Raven, britischer Bassist (* 1961)
- 21. Oktober: Angie Stardust, deutsch-US-amerikanische Sängerin, Bühnenkünstlerin, Filmschauspielerin und Nachtclubbetreiberin (* 1939)
- 23. Oktober: Serafina di Leo, italienische Opernsängerin und Schauspielerin (* 1912)
- 24. Oktober: Petr Eben, tschechischer Komponist (* 1929)
- 24. Oktober: Michael Stein, deutscher Musiker, Kabarettist und Autor (* 1952)
- 25. Oktober: Harvey Shapiro, US-amerikanischer Cellist, Kammermusiker und Musikpädagoge (* 1911)
- 27. Oktober: Jack Brownlow, US-amerikanischer Jazzpianist (* 1923)
- 27. Oktober: Wilma Ellersiek, deutsche Musik- und Rhythmik-Pädagogin (* 1921)
- 28. Oktober: Jimmy Makulis, griechischer Schlagersänger (* 1935)
- 28. Oktober: Porter Wagoner, US-amerikanischer Country-Sänger (* 1927)
- 29. Oktober: Larry Lee, US-amerikanischer Gitarrist (* 1943)
- 30. Oktober: Les Condon, britischer Jazzmusiker (Trompete, Arrangements, Komposition) (* 1930)
- 30. Oktober: Hubie Crawford, US-amerikanischer Bassist (E-Bass, Kontrabass) und Mundharmonika-Spieler (* um 1945)
- 30. Oktober: Robert Goulet, US-amerikanischer Sänger, Schauspieler und Entertainer (* 1933)

### November
- 02. November: Witold Silewicz, polnisch-österreichischer Komponist und Kontrabassist (* 1921)
- 02. November: Igor Moissejew, russischer Balletttänzer und Choreograf (* 1906)
- 02. November: Pieter van der Staak, niederländischer Gitarrist, Komponist und Musikpädagoge (* 1930)
- 03. November: Hans Sanders, niederländischer Sänger und Gitarrist (* 1946)
- 04. November: Dorothy La Bostrie, US-amerikanische Songwriterin (* 1928)
- 05. November: Ion Pavalache, rumänischer Dirigent, Chorleiter und Musikpädagoge (* 1927)
- 05. November: William Waterhouse, britischer Fagottist, Musikwissenschaftler, Hochschullehrer und Autor (* 1931)
- 06. November: Lee Denson, US-amerikanischer Rockabilly-Musiker (* 1932)
- 06. November: Hank Thompson, US-amerikanischer Country-Sänger (* 1925)
- 06. November: Emil Würmli, Schweizer Militärtrompeter, Dirigent, Musikverleger und Komponist (* 1920)
- 07. November: Don Ayler, US-amerikanischer Jazz-Trompeter (* 1942)
- 07. November: Mungonzazal Janshindulam, mongolische Pianistin und Musikpädagogin (* 1972)
- 08. November: John Arpin, kanadischer Komponist, Pianist, Musiker, Arrangeur und Entertainer (* 1936)
- 09. November: Volkmar Böhm, deutscher Schlagersänger und Veranstaltungsorganisator (* 1938)
- 09. November: Harry Höfer, deutscher Komponist (* 1921)
- 12. November: Werner Geier, österreichischer Radiojournalist, Labelbetreiber, Produzent und DJ (* 1962)
- 12. November: Johannes Muntschick, deutscher Musiker und Komponist (* 1921)
- 12. November: Peter Steiner, Schweizer Werbeschauspieler und Musiker (* 1917)
- 13. November: Jerik Qurmanghalijew, sowjetisch-kasachischer Opernsänger (Countertenor) und Schauspieler (* 1959)
- 14. November: Rainer Baumann, deutscher Gitarrist, Komponist und Texter (* 1949)
- 14. November: Craig Smith, US-amerikanischer Dirigent (* 1947)
- 15. November: Horacio Quintana, argentinischer Tangosänger und -komponist (* 1920)
- 16. November: Grethe Kausland, norwegische Sängerin und Schauspielerin (* 1947)
- 17. November: Pavel Pešta, tschechischer Jazzmusiker (Bassgitarre, Kontrabass, Komposition) (* 1948)
- 19. November: Kevin DuBrow, US-amerikanischer Rock- und Metal-Sänger (* 1955)
- 19. November: Wiera Gran, polnische Sängerin und Schauspielerin (* 1916)
- 20. November: Doc Paulin, US-amerikanischer Jazzmusiker (Trompete) (* 1907)
- 21. November: Valda Aveling, australische Cembalistin und Pianistin (* 1920)
- 23. November: Frank Guarrera, US-amerikanischer Opernsänger (Bariton) (* 1923)
- 24. November: Casey Calvert, US-amerikanischer Gitarrist (* 1981)
- 25. November: Googie René, US-amerikanischer Pianist, Songwriter und Musikproduzent (* 1927)
- 26. November: Stephane Dalschaert, belgischer Geiger (* 1930)
- 27. November: Hans Martin, deutscher Komponist, Organist, Chorleiter und Lehrer (* 1916)
- 27. November: Günter Noris, deutscher Bandleader, Pianist, Arrangeur und Komponist (* 1935)
- 27. November: Cecil Payne, US-amerikanischer Jazz-Baritonsaxophonist und Flötist (* 1922)
- 28. November: Frédéric Chichin, französischer Rockmusiker und Singer-Songwriter (* 1954)
- 30. November: Ralph Ezell, US-amerikanischer Bassist (* 1953)

### Dezember
- 01. Dezember: Freddy Christmann, deutscher Jazztrompeter (* 1931)
- 01. Dezember: Zayda Peña Arjona, mexikanische Sängerin (* 1979)
- 04. Dezember: Pimp C, US-amerikanischer Rapper und Hip-Hop-Produzent (* 1973)
- 04. Dezember: Patato Valdés, amerikanischer Jazzperkussionist (* 1926)
- 04. Dezember: Friedrich Zehm, deutscher Komponist (* 1923)
- 05. Dezember: Hugh Wiley Hitchcock, US-amerikanischer Musikwissenschaftler (* 1923)
- 05. Dezember: Andrew Imbrie, US-amerikanischer Komponist (* 1921)
- 05. Dezember: Karlheinz Stockhausen, deutscher Komponist (* 1928)
- 05. Dezember: Hans Rudolf Zöbeley, deutscher Komponist, Chorleiter und Kirchenmusiker (* 1931)
- 06. Dezember: András Szőllősy, ungarischer Komponist und Musikwissenschaftler (* 1921)
- 07. Dezember: Heinz Crucius, deutscher Komponist (* 1914)
- 11. Dezember: Ute Niss, deutsche Sopranistin (* 1939)
- 12. Dezember: Saadet İkesus Altan, türkische Opernsängerin und -regisseurin (Sopran) (* 1916)
- 12. Dezember: Alain Billard, französischer Gesangspädagoge und Opernsänger (* 1944)
- 12. Dezember: Françoise Landowski-Caillet, französische Pianistin und Malerin (* 1917)
- 12. Dezember: Ike Turner, US-amerikanischer Musiker (Piano, Gitarre, Bass), Songwriter und Produzent (* 1931)
- 13. Dezember: Floyd Westerman, US-amerikanischer Sänger, Schauspieler und indianischer Aktivist (* 1936)
- 14. Dezember: Frank Morgan, US-amerikanischer Jazzmusiker (Altsaxophonist) (* 1933)
- 15. Dezember: Leo Ball, US-amerikanischer Jazztrompeter (* 1927)
- 16. Dezember: Dan Fogelberg, US-amerikanischer Sänger, Komponist und Multiinstrumentalist (* 1951)
- 16. Dezember: Harald Genzmer, deutscher Komponist (* 1909)
- 17. Dezember: Joel Dorn, US-amerikanischer Jazz- und R&B-Musikproduzent und Plattenlabelgründer (* 1942)
- 17. Dezember: George Zaharescu, rumänischer Opernregisseur (* 1927)
- 19. Dezember: Bobby Pirron, österreichischer Sänger, Akkordeonspieler, Conférencier und Texter (* 1918)
- 19. Dezember: Willy Sommerfeld, deutscher Stummfilm-Pianist (* 1904)
- 20. Dezember: Lydia Mendoza, US-amerikanische Sängerin (* 1916)
- 22. Dezember: Ruth Wallis, US-amerikanische Sängerin und Songwriterin (* 1920)
- 23. Dezember: Oscar Peterson, kanadischer Jazzpianist und -komponist (* 1925)
- 25. Dezember: Hans Otte, deutscher Komponist und Pianist (* 1926)
- 25. Dezember: Lore Wissmann, deutsche Opernsängerin (Sopran) (* 1922)
- 26. Dezember: Joe Dolan, irischer Popsänger (* 1939)
- 26. Dezember: Les Humphries, englischer Popmusiker (* 1940)
- 27. Dezember: Ardyth Alton, US-amerikanische Cellistin und Musikpädagogin (* 1916)
- 27. Dezember: Karel Černoch, tschechischer Sänger, Komponist und Moderator (* 1943)
- 28. Dezember: Jiří Pauer, tschechischer Komponist (* 1919)
- 28. Dezember: Bjørn Pedersen, norwegischer Jazzmusiker (Kontrabass, Banjo) (* 1935)
- 29. Dezember: Rudolf Bockholdt, deutscher Musikwissenschaftler (* 1930)
- 30. Dezember: Leonard B. Meyer, US-amerikanischer Musikwissenschaftler (* 1918)
- 31. Dezember: Paule Desjardins, französische Chansonsängerin (* 1924)
- 31. Dezember: Helmut Tramnitz, deutscher Kirchenmusiker, Organist und Komponist (* 1917)

### Genaues Todesdatum unbekannt
- Frank Chase, US-amerikanischer Jazzmusiker (Tenorsaxophon, Klarinette) (* 1924)
- Hans-Joachim Geisthardt, deutscher Komponist (* 1925)
- Al Hendrickson, US-amerikanischer Jazz- und Studiomusiker (Gitarre, Banjo, Mandoline, Gesang) (* 1920)
- Jimmy Phipps, US-amerikanischer Jazz- und Rhythm-and-Blues-Musiker (Piano) (* 1912)
- Dieter Scholz, deutscher Operetten- und Opernsänger (* 1932)
- Alberto Soresina, italienischer Komponist und Musikpädagoge (* 1911)
- Wen Kezheng, chinesischer Sänger (Bass) (* 1929)